# 우문락생
우문락생(宇文洛生, ? ~ ?)은 중국 남북조 시대의 무장으로, 우문굉(宇文肱)의 아들이자 우문태(宇文泰)의 형이다.

## 생애
우문굉(宇文肱)의 셋째 아들로 태어났으며, 갈영(葛榮)이 선우수례(鲜于修礼)를 배신한 후 살해할 당시 어양왕(漁陽王)에 봉해져 우문굉의 세력을 이어받게 되었다. 이후 갈영을 따라 많은 전투에서 승리를 거두었으나, 이주영(爾朱榮)에게 붙잡힌 뒤 진양(晋陽)에 보내져 사형당했다.
이후 561년 사지절(使持節) · 태보(太保) · 주국대장군(柱國大將軍) · 대총재(大冢宰) · 대종백(大宗伯) · 대도독(大都督) · 병주자사(幷州刺史)로 추증되었으며 거국공(莒國公)으로 봉해졌고, 시호는 장(莊)이다.